# اینگویلد دیلا
اینگویلد دیلا (انگلیسی: Ingvild Deila؛ زادهٔ ۱۸ ژانویهٔ ۱۹۸۷) هنرپیشه اهل نروژ است.
از فیلم‌ها یا برنامه‌های تلویزیونی که وی در آن نقش داشته‌است می‌توان به انتقامجویان: عصر اولتران اشاره کرد.